# Malo Turčane
Malo Turčane (makedonsky: Мало Турчане, albánsky: Turçan i Vogël) je vesnice v Severní Makedonii. Nachází se v opštině Gostivar v Položském regionu. 

## Demografie
Podle sčítání lidu z roku 2021 žije ve vesnici 96 obyvatel. Etnickými skupinami jsou:
- Albánci – 85
- ostatní – 11